# Gatto sacro di Birmania
Il gatto sacro di Birmania è una razza di gatto elegante, dalla stazza massiccia e dagli occhi blu. Le origini sono incerte: potrebbe essere stato importato dalla Birmania, ma la razza è stata comunque identificata la prima volta in Francia.

## Struttura del corpo

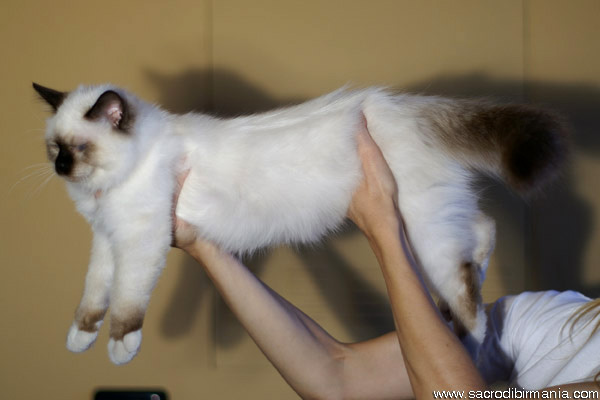
Cucciolo di 3 mesi, colore seal-point
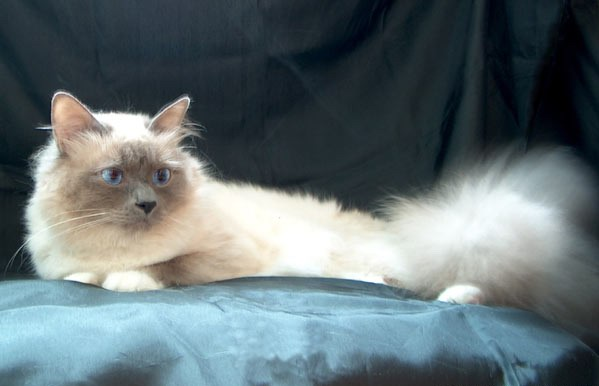
Maschio adulto, colore blu-point
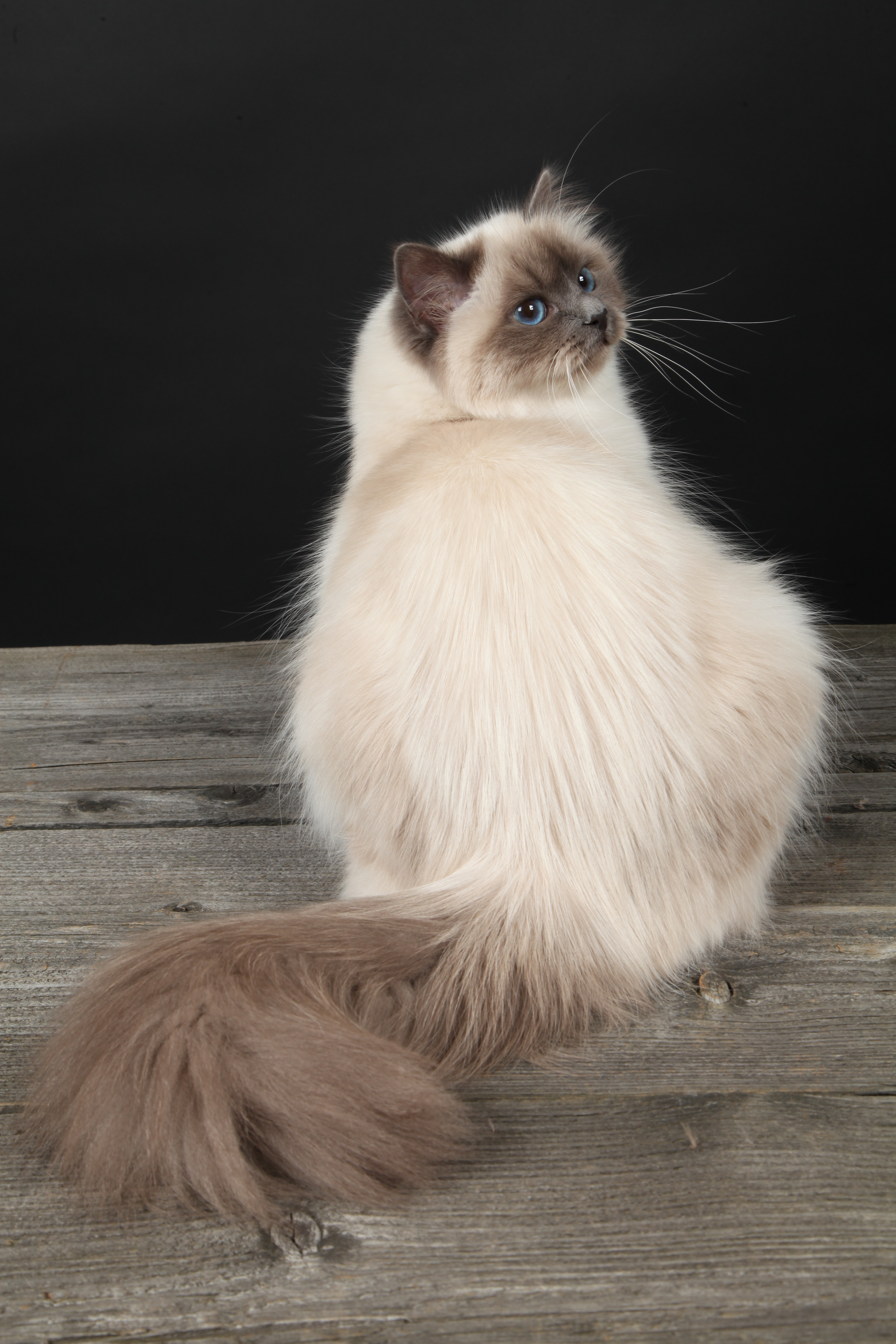
Sacro di Birmania, colore blu-point
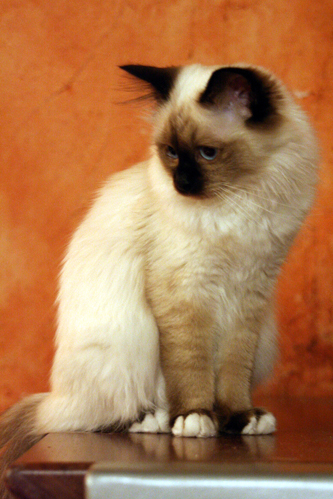
Giovane birmano, nella tradizionale colorazione seal-point
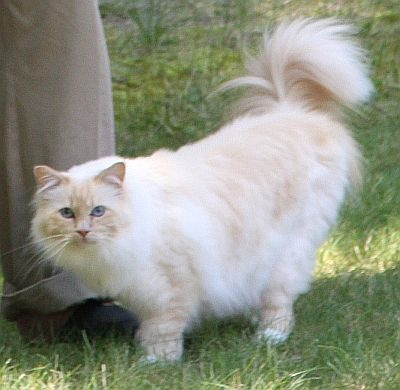
Maschio di tre anni, colorazione cream-point
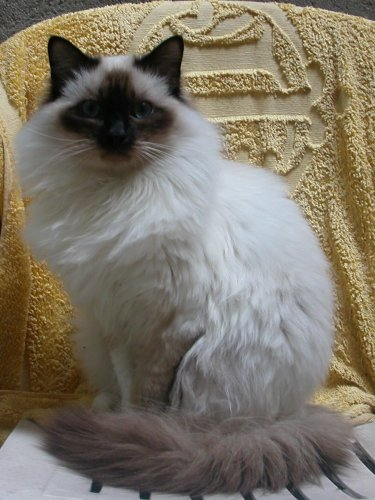
Sacro di Birmania seal-point

La corporatura del gatto birmano è di media grandezza: le femmine sono leggermente più piccole dei maschi e possono pesare tra i 3 e i 4 kg, mentre i maschi possono raggiungere i 4-4,5 kg di peso.
Le femmine sono più longilinee ed eleganti, i maschi più possenti con un collo più massiccio.
La struttura ossea è robusta e il corpo è leggermente allungato rispetto alle zampe che sono di ossatura grossa e non troppo lunghe; la coda è di lunghezza in proporzione col corpo, la cui punta deve riuscire a toccare la spalla.

### Morfologia del muso

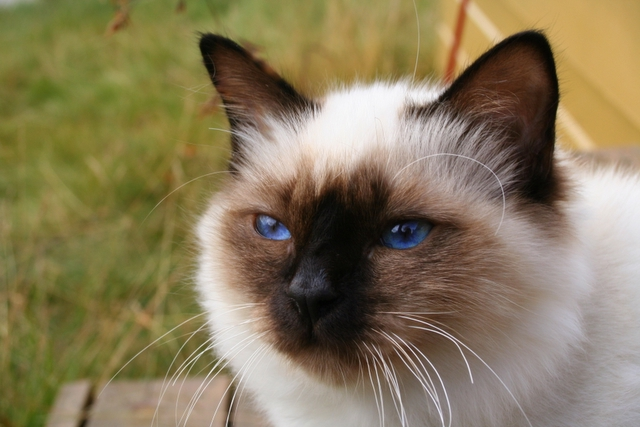
Muso di un birmano dalla maschera colore seal-point

La morfologia del gatto birmano è unica e lo diversifica da tutte le altre razze. Il suo standard è molto dettagliato e preciso.
La testa può essere circoscrivibile in un cuore.
La fronte è leggermente arrotondata, le guance sono piene, il naso è di media lunghezza senza stop, con profilo arrotondato detto "romano", il mento forte deve essere allineato verticalmente al tartufo.
Gli occhi sono leggermente ovali di colore blu intenso e distanti sul muso. Le orecchie sono posizionate ai lati del cranio e sempre rivolte in avanti, sono di media grandezza, di forma triangolare a base larga a partenza dalla superficie temporale del cranio, le punte sono appena arrotondate.

### Il mantello

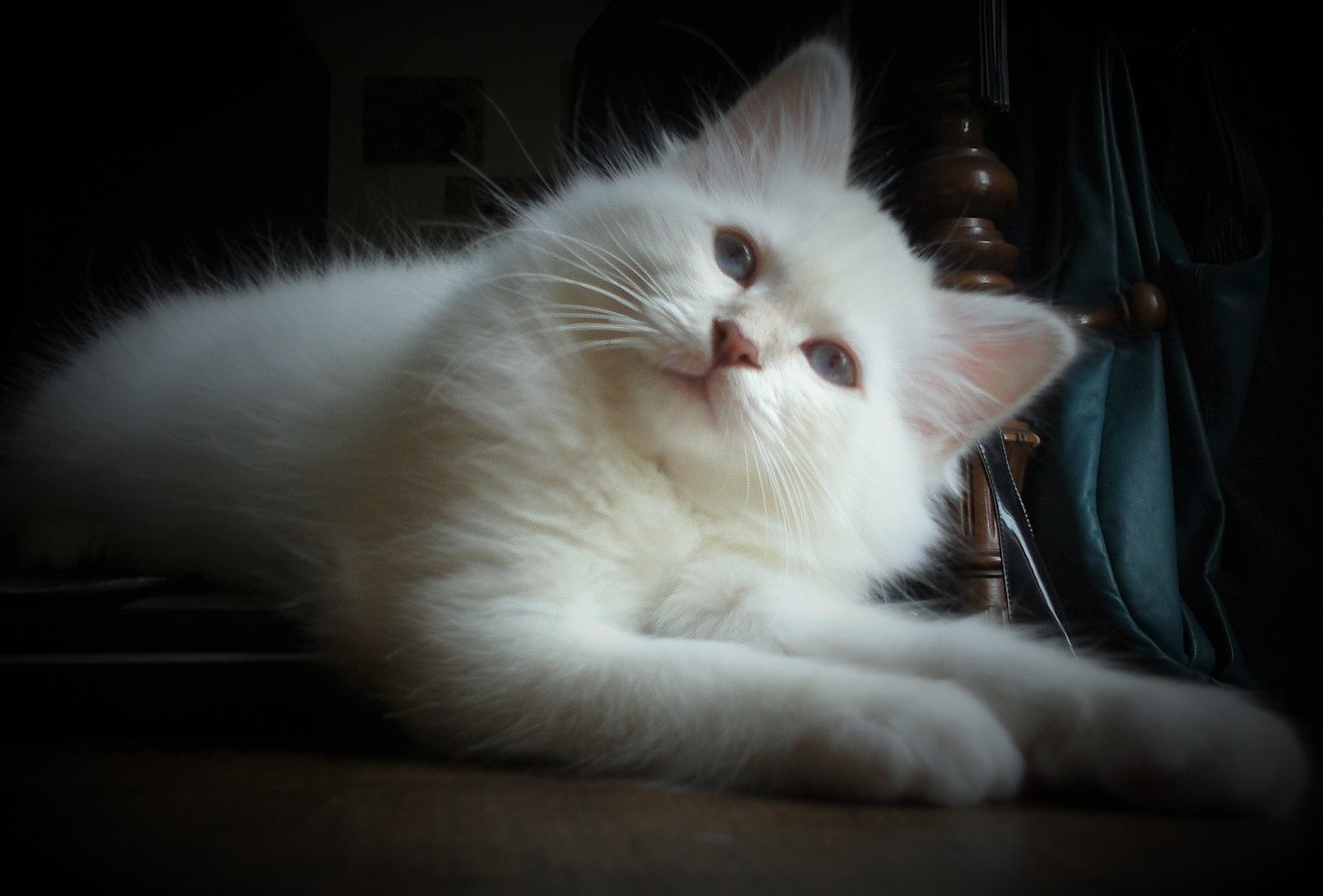
Sacro di Birmania lilac-tabby-point di 3 mesi.

Il birmano è un gatto a pelo semilungo. Il pelo ha consistenza setosa al tatto ed è privo di sottopelo perciò difficilmente si annoda; è più lungo sul corpo e più corto sul muso e sulle estremità. Intorno al collo porta una ricca gorgiera più lunga che incornicia il muso. La coda, folta e dotata di pelo lungo viene portata alta a pennacchio. Il pelo setoso ondeggia sotto l'andatura flessuosa del birmano che cammina in punta di piedi con grazia e contribuisce, unitamente alla corporatura allungata, a conferire al gatto una marcia molto sinuosa ed elegante. Nella parte che ricopre l'addome il pelo si fa più lanoso e molto spesso leggermente ondulato.

## Distribuzione del colore

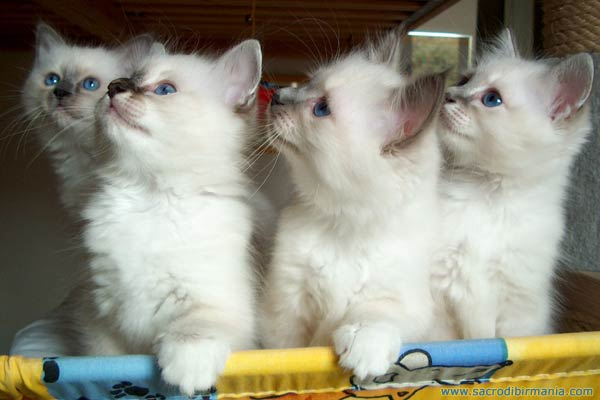
Cuccioli di età 2 mesi, nei colori: blue-point; seal-tabby-point; blue-tabby-point

Il birmano nel suo insieme appare un gatto chiaro perché il colore è intenso solo sulle punte del corpo: i cosiddetti "points". Da cui il nome colourpoint (punte colorate).
I points sono le parti più fredde del corpo: muso, orecchie, zampe, coda, e nei maschi anche i genitali. 
Sul resto del corpo, dove la temperatura corporea è più calda, presenta la stessa colorazione ma in una versione più "scolorita", quasi bianca.
Il responsabile di questa distribuzione del colore è il gene himalaiano, un gene sensibile al calore, che agisce sul pelo in crescita: i peli che si trovano in una zona più irrorata del corpo durante la crescita non si pigmentano; i peli che si trovano in una zona fredda del corpo rivelano il loro colore.

### Le zampe

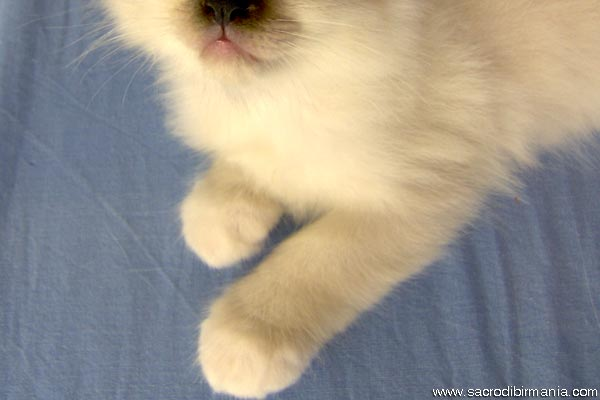
Zampe anteriori, cucciolo di 2 mesi
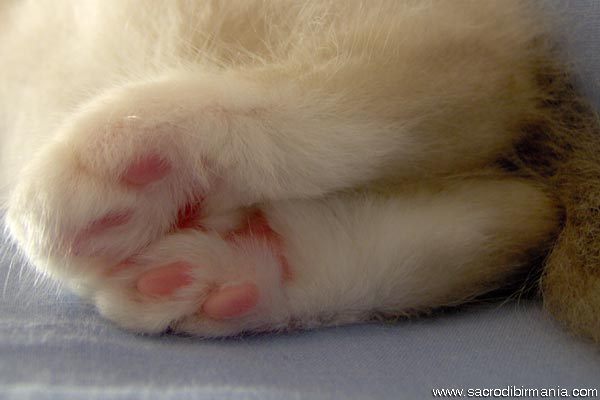
Guanti posteriori, cucciolo di 2 mesi
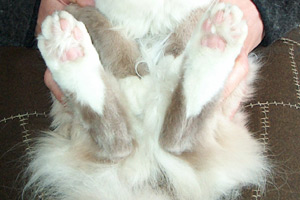
Guanti posteriori di un maschio adulto colore blu-point
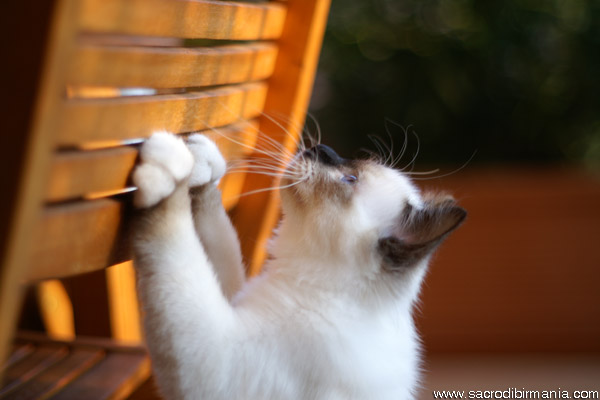
Guanti anteriori, cucciolo di 3 mesi

Le estremità delle zampe, chiamate "guanti", sono le uniche parti del corpo che presentano peli di un bianco candido. I guanti sono una caratteristica distintiva del gatto birmano, è l'unico gatto di razza il cui standard ne prescrive l'esistenza. Essi non devono superare l'articolazione delle zampe e devono essere simmetrici tra loro.
I guanti sono determinati da un gene apposito, una variante del gene "white spotting", fissato solo sulle estremità.
Le zampe posteriori hanno, sulla superficie plantare, una risalita di bianco a forma di V rovesciata chiamata garretto. La stessa risalita a V, molto più breve, è gradita anche sulla superficie plantare delle zampe anteriori.

### Il colore nei cuccioli

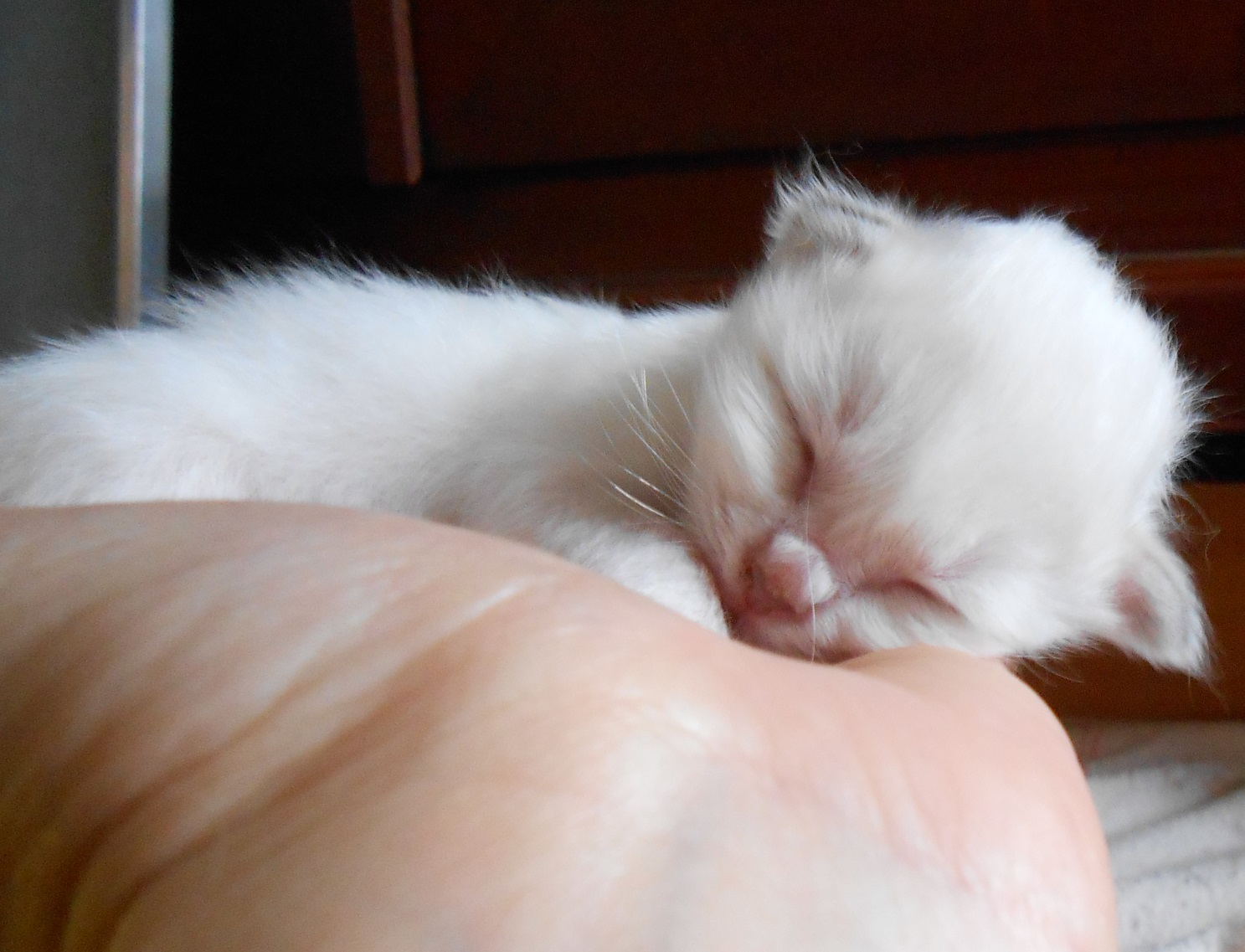
Birmana cholate-tabby-point di 10 giorni.
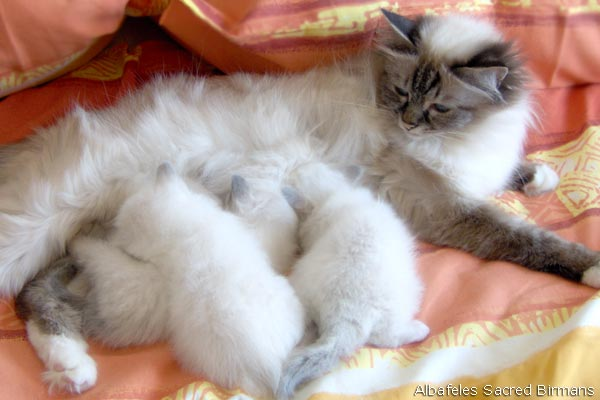
Gatta birmana con cuccioli di un mese di età
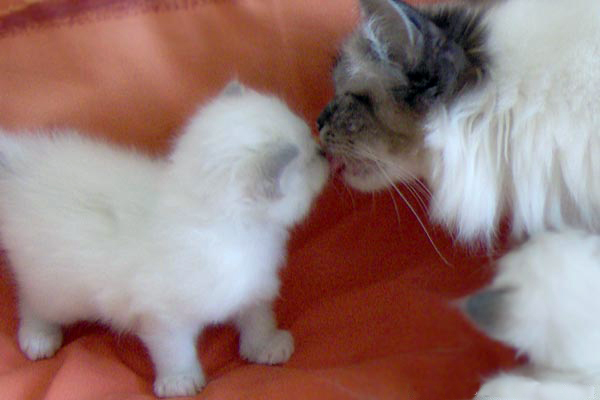
Gatta birmana con cuccioli di un mese di età
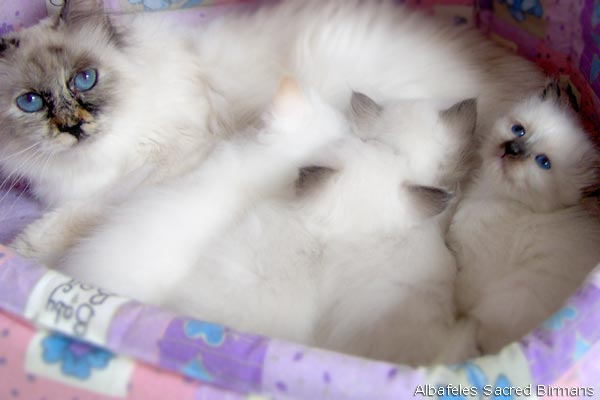
Gatta birmana con cuccioli di un mese di età
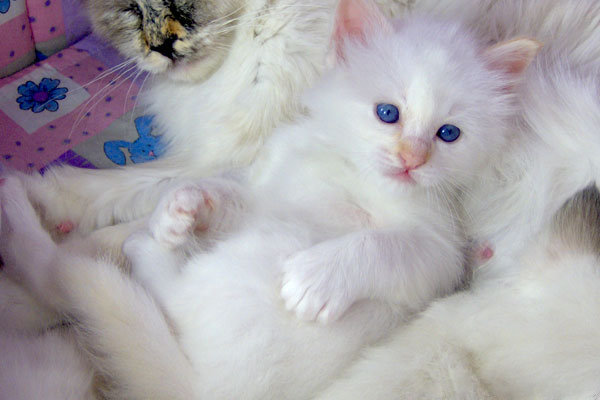
Gatta birmana con cuccioli di un mese di età
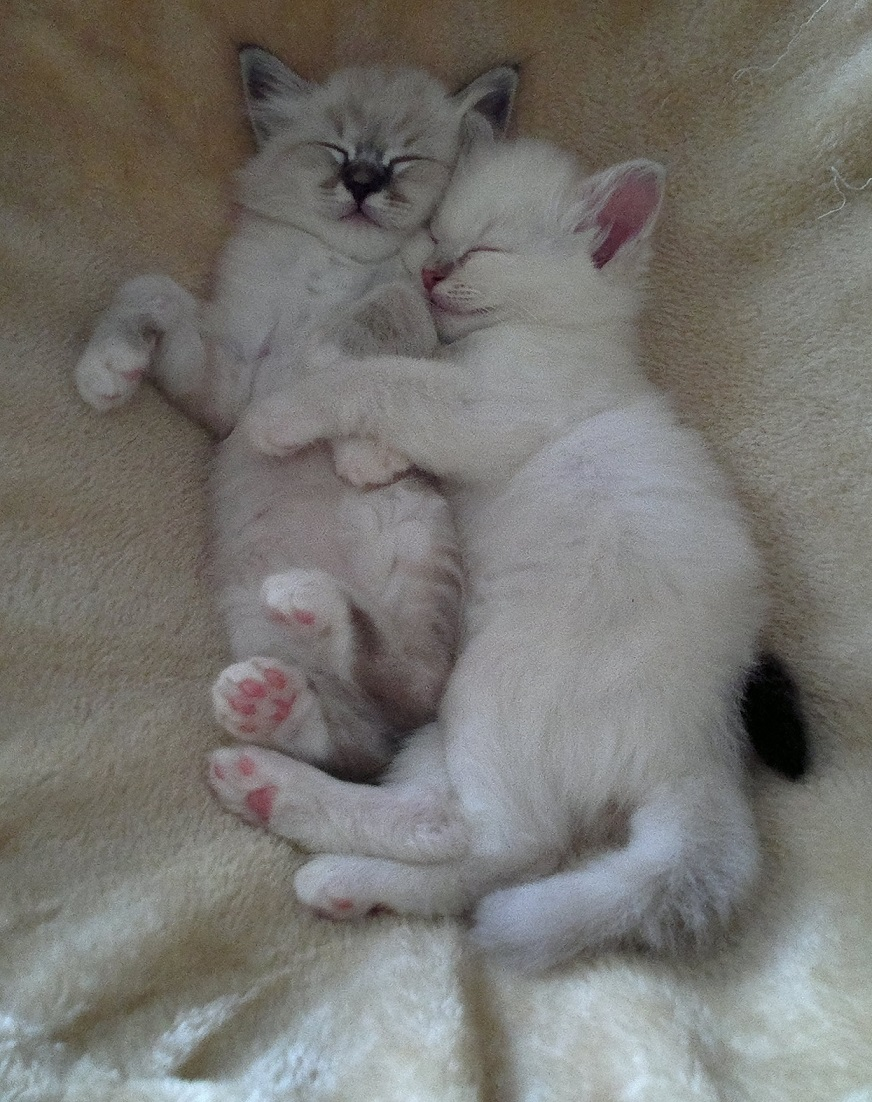
Sacri di Birmania a 2 mesi. Colori: seal-tabby-point e lilac-tabby-point.

Il gene himalaiano agisce sul pelo in crescita: il pelo che cresce ad una temperatura bassa si scurisce. Per tale motivo i cuccioli nascono bianchi, perché all'interno della pancia di mamma-gatta tutto il corpo si trova ad una temperatura costante ed al caldo. Il colore inizia ad essere visibile ad una settimana di età, per i colori più scuri (come ad esempio il seal-point), e a due settimane di età o più, per i colori più chiari (come ad esempio il lilac-point). La prima parte che si colora sono le punte delle orecchie, naso e coda. La colorazione completa e definitiva è visibile a due/tre anni di età del gatto birmano, e dopo aver superato almeno una stagione invernale.

### I colori deipoint

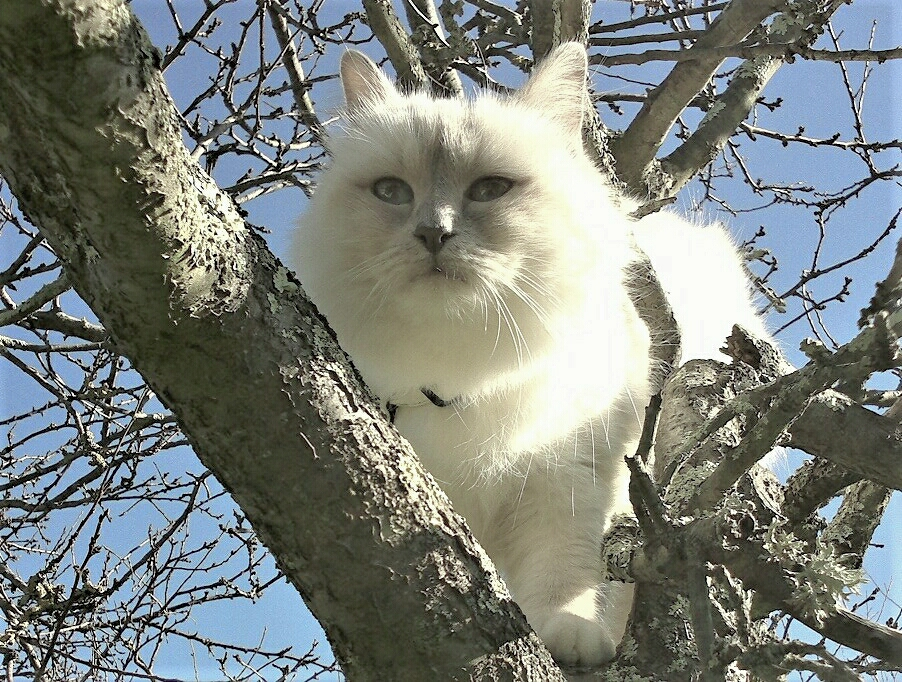
Birmana lilac-point.

I colori più tradizionali e conosciuti sono il seal-point e la sua rispettiva diluizione blue-point. Il seal-point è il colore più scuro e significa "focato" per indicare chiaramente come si presenta il colore nero in presenza del gene himalaiano. Il blue-point è un colore simile al grigio ardesia di un tono freddo ma più delicato. Il corpo è di colore beige dorato in tono coi point.
Altri colori leggermente più chiari sono il chocolate-point e la sua rispettiva diluizione lilac-point. Il chocolate-point è un colore simile a quello del cioccolato al latte, è più chiaro del seal-point e più caldo. Il lilac-point è molto chiaro di un tono rosa-crema: color magnolia.
I colori più recenti sono il red-point ed il cream-point, le femmine possono anche essere nella colorazione detta "a squama di tartaruga": tortie-point. I geni responsabili del rosso e del crema agiscono nascondendo in modo non uniforme il colore sottostante per cui il rosso e il crema si presentano sempre striati. Le tortie sono una miscela casuale del rosso o crema con gli altri colori descritti sopra. Lo standard prevede che le tortie-point abbiano una fiamma rossa (o crema) sul naso che contrasta molto con gli occhi blu intenso. Il corpo ha dei riflessi color oro.

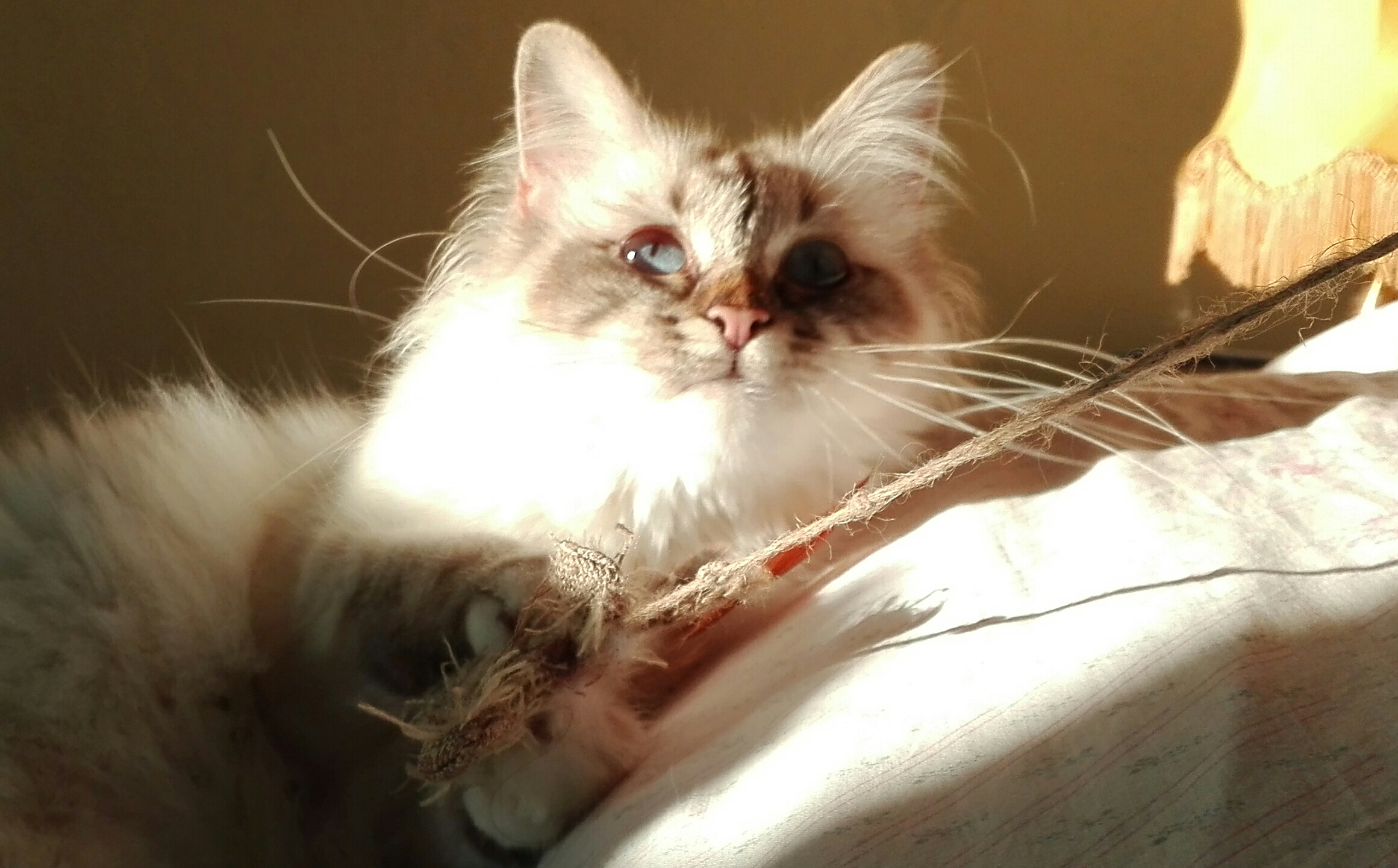
Giovane femmina di Sacro di Birmania colore chocolate-tabby-point.

Tutte le colorazioni elencate si possono osservare anche nella variante tabby-point. Ossia il colore sui point è attraversato da striature chiare che disegnano degli anelli su zampe e coda e una M sulla fronte. Anche il corpo è attraversato da strisce più chiare ma non è visibile per l'effetto schiarente del gene himalaiano. Il tartufo è color mattone per i colori più scuri o rosa per quelli più chiari. L'interno delle orecchie ha i peli bianchi.
L'associazione tra il colore tabby e il colore tortie viene definita "torbie".

## Profilo caratteriale
Un gatto birmano è scelto come compagno con cui condividere la propria quotidianità più per il suo carattere equilibrato che per la sua evidente bellezza. È un gatto dalle eleganti movenze, il suo sguardo è rivolto sempre verso quello dell'uomo con estrema intensità. Accarezzarlo è piacevole per la particolare tessitura serica del pelo. La convivenza crea un rapporto molto stretto col padrone, in casa è una presenza costante ed ha un carattere forte e vitale. È un gran giocherellone anche da adulto, non ama giocare da solo ma con il suo compagno umano, con cui è affettuosissimo. Il Sacro di Birmania soffre parecchio la solitudine.
Il gatto Sacro di Birmania è molto adatto alla compagnia dei bambini. Infatti, pur essendo molto giocherellone, non è mai aggressivo e non si rivolta mai verso gli umani, ma tende a stabilire con loro un rapporto intenso ed a volte esclusivo.
Una particolarità della maggior parte dei maschi di questa razza - per la quale sono stati soprannominati "gentilgatti" - è quella di aspettare, per cibarsi, che eventuali femmine e piccoli abbiano finito di mangiare.

## Alimentazione
Il gatto birmano non soffre di obesità ed è in grado di autoregolarsi. Una alimentazione sana è costituita da crocchette sempre a disposizione affiancate da una ciotola di acqua fresca e una porzione di cibo umido (carne e/o pesce) mattino e sera. Degli integratori multivitaminici per i cuccioli fino all'anno di età e nei periodi di muta (o di particolare stress) sono consigliati.

## Cure ed attenzioni
Il pelo: non è dotato di sottopelo, per cui difficilmente si infeltrisce o si annoda. Per mantenerlo serico e brillante, oltre ad una alimentazione di qualità, sono sufficienti poche spazzolate alla settimana. Nei periodi di muta è meglio effettuare un bagno mensile per rinnovare il manto eliminando il pelo morto e favorendo la crescita di quello nuovo.
Gli occhi: non soffrono di lacrimazione eccessiva per cui la pulizia si limita ad essere eseguita una volta a settimana con una garza imbevuta di infuso di camomilla.
Le orecchie: possono essere pulite con una garza asciutta, sfregando delicatamente verso l'esterno.
Le unghie: possono essere spuntate di qualche millimetro ogni qualvolta sia necessario per evitare incidenti durante il gioco tra gatto-gatto o gatto-uomo.

## Allevamento e selezione
Il Sacro di Birmania, per il suo standard così preciso e per le caratteristiche genetiche che lo definiscono, è una razza di difficile selezione.
Geneticamente è molto complicato ed è molto difficile avere cuccioli in standard nella sua espressione ideale.
Riproduttori da esposizione non danno necessariamente alla luce cuccioli dello stesso livello. Nelle linee più recenti, grazie al lavoro di selezione effettuato dagli allevatori, si sono eliminati quasi definitivamente difetti genetici come lo strabismo agli occhi o i nodi alla coda.
Chi cerca semplicemente la compagnia di un cucciolo trova la sua risposta nel birmano per il suo carattere particolarmente affettuoso, anche se esso presenta piccole variazioni di standard (ciuffetti di pelo bianco sul corpo o scuri sui guanti) che lo squalificherebbero in esposizione.

## Standard di razza[2]
Aspetto generale: Taglia Media
- Testa: Fronte leggermente arrotondata, con guance piene, leggermente arrotondate.

Naso di media lunghezza, senza interruzioni, ma con una leggera incurvatura.
- Orecchie: piuttosto piccole, con punte arrotondate, ben distanziate, leggermente inclinate, non troppo diritte sulla testa.

Occhi: Non del tutto tondi, leggermente ovali, di media grandezza, blu scuro
- Corpo: Abbastanza allungato. I maschi sono più massicci delle femmine.

Zampe: Corte e forti
Piedi: Arrotondati
- Guantaggio: La caratteristica specifica dei “Sacri di Birmania” sono i piedi bianchi chiamati “guanti” sia alle zampe anteriori che posteriori”.

I guanti devono essere assolutamente di colore bianco puro e si dovrebbero fermare all’articolazione o alla linea di passaggio tra il piede ed il metacarpo, linea che non dovrebbero oltrepassare.
Guanti leggermente più lunghi sulle zampe posteriori possono essere tollerati.
Sulla faccia plantare dei piedi posteriori i guanti bianchi terminano a punta (sperone). La terminazione ideale dei guanti è “V” rovesciata, tra la ½ e i ¾ della pianta del piede. 
Speroni meno o più alti sono accettabili ma non devono superare l’articolazione.
È importante che i guanti siano di uguale lunghezza e che presentino simmetria di bianco, rispettivamente sulle due zampe anteriori e sulle due posteriori, o ancora meglio, su tutte e quattro le zampe.
Coda: Di media lunghezza, a forma di piuma.
Mantello dalla struttura lunga o semilunga, secondo le parti del corpo: corta sul muso, 
gradualmente più lunga sulle guance fino ad una completa gorgiera; lunga su dorso e fianchi. Leggero sottopelo.
Tessitura: setosa.

## Difetti di standard

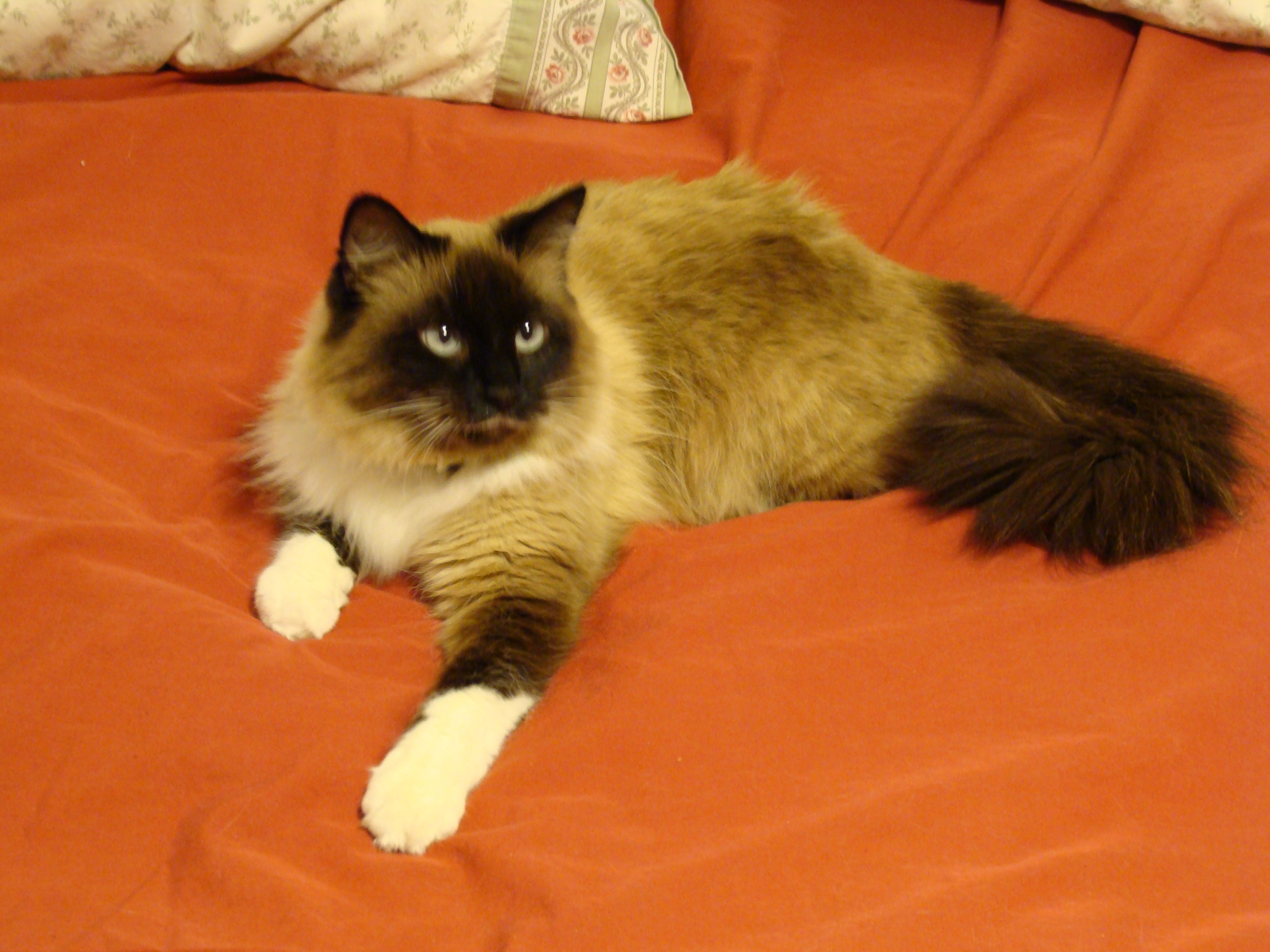
Birmana seal-point

In esposizione il gatto birmano può essere facilmente penalizzato per piccole deviazioni. Si riporta di seguito un elenco:
- Corpo: struttura esile, troppo snello o longilineo, coda corta
- Muso: forma triangolare da siamese, forma rotonda da persiano, profilo del naso dritto (non romano), tartufo depigmentato (per i colori seal-point, blu-point, chocolate-point), mento sfuggente
- Occhi: forma rotonda, di piccole dimensioni, colore che vira sul verde, colore non uniforme attraversato da venature più scure
- Orecchie: troppo appuntite e slanciate in alto, ripiegate all'indietro
- Guanti: bianco che supera i limiti di standard, presenza di risalite (chiamate ranners), assenza di uno o più guanti, assenza del garretto sulle zampe posteriori, guanti non simmetrici tra loro
- Colore: ciuffi di pelo bianco sul corpo, ciuffi di pelo colorato sui guanti, marche fantasma presenti nei gatti adulti (tranne per le varianti tabby, ed i colori red-point e cream-point e zone rosse delle tortie)
- Pelo: troppo lungo e dotato di sottopelo, pelo ruvido o troppo lanoso, pelo che crea nodi e che si infeltrisce